# إرنست فريدريك إيكوف
إرنست فريدريك إيكوف هو قاضي نرويجي، ولد في 28 أبريل 1905، وتوفي في 14 سبتمبر 1997.